# Genderwrecked
Genderwrecked (estilizado como GENDERWRECKED) es un videojuego de 2018 creado por los desarrolladores independientes Heather Flowers y Gendervamp, el seudónimo de Ryan Rose Aceae. Descrito como una novela visual genderpunk postapocalíptica",  Genderwrecked es una obra de ficción interactiva en la que se invita al jugador a explorar temas y cuestiones en torno al género a través de la representación cómica de monstruos. El juego fue desarrollado por Flowers y Aceae utilizando el software de novela visual Ren'Py como una expresión personal de sus propias experiencias. Tras su lanzamiento, Genderwrecked recibió elogios de varias publicaciones, y los críticos elogiaron el equilibrio del humor del juego y su discurso sincero sobre el género y la identidad. Tras su lanzamiento, Genderwrecked recibió el «Premio del Jurado» en el Melbourne Queer Games Festival en octubre de 2018 y se exhibió brevemente en el Museo Smithsonian de Arte Americano.

## Jugabilidad
Al igual que otras novelas visuales de Ren'Py, Genderwrecked es una obra lineal de ficción interactiva en la que los jugadores pueden tomar decisiones para avanzar en la narrativa. Se invita a los jugadores a "descubrir el significado del género" a través de la visita a un elenco de personajes grotescos y surrealistas ambientados en un entorno postapocalíptico, y el jugador tiene la opción de hablar, pelear o besar a cada uno de ellos. Inicialmente, los jugadores pueden seleccionar entre una amplia lista de pronombres o ingresar pronombres personalizados, que luego se reflejan en el juego. A medida que el jugador interactúa con los personajes, cada uno le confía cómo define su propio género, y cada uno varía de manera cómica y surrealista. Al final del juego, el jugador tiene la posibilidad de definir su propio género mediante un cuadro de texto.

## Desarrollo y lanzamiento
Genderwrecked fue desarrollado por la diseñadora de juegos Heather Flowers y el artista multidisciplinario Ryan Rose Aceae. La pareja se inspiró para crear el juego para externalizar sus propias experiencias personales, y Flowers afirmó que el juego tenía como objetivo transmitir "la experiencia de lidiar con su propio género" a una audiencia transgénero y "hacer que personas como nosotros se sientan vistas" en una obra de ficción. Los desarrolladores aclararon que el juego no pretendía ser "representativo" de las identidades trans en su conjunto y "sólo intentaba representar la realidad de estas experiencias que tenemos", evitando un tono educativo o empático. Genderwrecked se desarrolló a lo largo de más de un año, con Flowers codificando el juego y creando el arte de fondo, Aceae creando el arte de los personajes y la mayor parte del texto, y Medley Baxter componiendo la banda sonora del juego. Desarrollado usando Ren'Py, Aceae afirmó que el formato de novela visual era deseable ya que el género facilita "hablar sobre personas y relaciones" y "verter eso en avatares (es) realmente fácil en novelas visuales". Aceae afirmó que el proceso de desarrollo detrás del juego fue "agotador y abrumador" como "una de las cosas más importantes en las que cualquiera de nosotros ha trabajado".

## Recepción
Genderwrecked recibió una recepción positiva por parte de los críticos, con elogios dirigidos al discurso cómico y serio del juego sobre el género y la identidad. Escribiendo para Venture Beat, Stephanie Chan elogió el juego como "humorístico, desafiante en su ligereza y conmovedor en su sinceridad", evaluando el juego como "genuino y sincero" en la forma en que "cambia sus chistes frívolos por un diálogo sincero sobre lo complicado que puede ser desentrañar los hilos de la identidad". De manera similar, Alice O'Connor de Rock Paper Shotgun elogió el juego como "divertido, encantador y reflexivo".Al escribir para Unwinnable, Khee Hoon Chan afirmó que el juego era un "caso raro" de "cuidado (que se) tiene al representar historias multifacéticas sobre el género", elogiando la "franqueza y el humor" del juego al "descomponer conceptos turbios de género a través de metáforas y alusiones, que pueden ser ocasionalmente enigmáticas pero casi siempre identificables". Chan destacó que el uso "cálido y activamente consciente" de las categorías y pronombres de género del juego creó una "sinceridad" que lo aisló de las alusiones transfóbicas en cuanto a la intención del uso de monstruos en el juego. De manera similar, Kate Gray de Kotaku afirmó que el juego era "conmovedor", destacando la conclusión abierta del juego en la que el juego permite a los jugadores escribir su propia interpretación sobre la naturaleza del género. Jay Allen de PC Gamer elogió la caracterización del juego, observando cómo el tono "intensamente vulnerable" del juego "desafía cualquier presión para ser el tipo correcto de representación" al crear escenas imperfectas e imprecisas y personajes hostiles, evaluando que el juego transmitía una "afirmación sincera de (un) espacio donde alguien puede ser con seguridad algo desordenado y monstruoso que no tiene todo bajo control".

### Reconocimientos
Genderwrecked recibió el 'Premio del Jurado' en el Melbourne Queer Games Festival en octubre de 2018. En agosto de 2019, el Museo Smithsonian de Arte Americano exhibió Genderwrecked como parte de un evento interactivo anual de dos días titulado 'SAAM Arcade' bajo el tema Representation Matters para "presentar juegos que aborden cuestiones de representación para diversos desarrolladores independientes".